# MiniSpot (calculator)
MiniSpot a fost un calculator românesc fabricat de compania ICE Felix în mijlocul aniilor '80 de tip desktop. Numit "fratele mai mic" al calculatorului SPOT, există foarte puține informați disponibile despre el. MiniSpot a fost un microcalculator industrial care putea să fie adaptat pentru preferințele utilizatorului folosind diverse placi. Existau variante care foloseau clone Sovietice de processoarele 8080 sau 8086 dar varianta principală folosea Z80.

## Hardware
Calculatorul MiniSpot era format dintr-un backplane unde puteau sa fie connectate diverse placi care puteau sa conține processorul, memoria RAM și ROM,  placi de intrări sau ieșiri analogice, etc. Spre deosebire a alte calculatoare unde componentele puteau să fie accesate lateral componentele la MiniSpot puteau sa fie accesate pe fața calculatorului 